# Cristianização

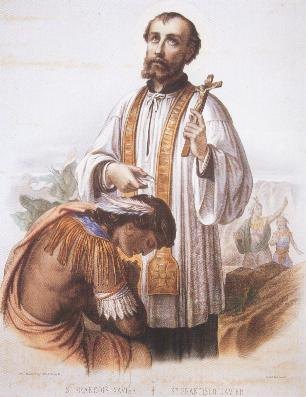
São Francisco Xavier convertendo os

Cristianização é o processo de conversão de indivíduos ao cristianismo. O termo pode descrever um fenômeno histórico, que provocou a conversão em massa de povos inteiros, incluindo a prática de converter práticas e culturas pagãs, além das imagens religiosas, locais de culto e calendários pagãos, para os usos cristãos, devido aos esforços dos fiéis desta religião no proselitismo cristão, baseados na tradição da Grande Comissão (Mateus 28:16–20).
O processo de cristianização foi, por vezes, relativamente pacífico, enquanto por outras foi muito violento, variando desde conversões políticas até campanhas militares que converteram à força povos nativos.
Na Antiguidade Clássica, a cristianização ocorreu apenas parcialmente, através de leis contra práticas religiosas indígenas, conversões oficiais de templos em igrejas cristãs, e com a construção de igrejas sobre antigos sítios religiosos. Também foi posta em prática através da demonização dos deuses pagãos indígenas, de suas práticas tradicionais como bruxaria. Esta cristianização 'parcial' evoluiu para um banimento declarado dos ritos existentes, sob pena de tortura e morte.
Reformatar as crenças e atividades religiosas e culturais nativas numa forma cristianizada foi sancionado oficialmente; na obra História Eclesiástica do Povo Inglês, de Beda, o Venerável, pode-se ler uma carta do papa Gregório I a Melito de Cantuária, onde ele afirma que as conversões seriam mais fáceis se as pessoas pudessem manter as formas externas de suas tradições, enquanto afirmarem que estas tradições forem feitas em honra do Deus cristão, "para que, embora algumas gratificações sejam-lhes permitidas de maneira externa, possam consentir mais facilmente aos consolos internos da graça de Deus". Essencialmente, admitia-se que as tradições e práticas ainda existiam, porém a reflexão por trás destes atos já havia sido esquecida. A existência do sincretismo na tradição cristã também vem sendo reconhecida há muito pelos estudiosos.
Os estudos humanísticos da Antiguidade e a Reforma Protestante combinaram-se, no século XVI, para produzir obras acadêmicas marcadas por uma pauta que identificava as práticas católicas romanas com o paganismo, e as igrejas protestantes com uma "re-cristianização" purificadora da sociedade. O reformador alemão Filipe Melâncton detalhou, em sua obra De origine erroris libris duo (1539), as "origens pagãs dos erros católicos". Já o filólogo e classicista Isaac Casaubon, por sua vez, em sua obra intitulada De rebus sacris et ecclesiasticus exercitationes (1614), cita o exemplo familiar, onde o academicismo sadio acabou sendo bastante comprometido pelo parcialismo sectário; assim, os precedentes pagãos para a prática cristã tendem a ser tratados como insignificantes ou mesmo desprezados pelos apologistas cristãos, como uma forma de Apologética protestante.

## Simbolismo

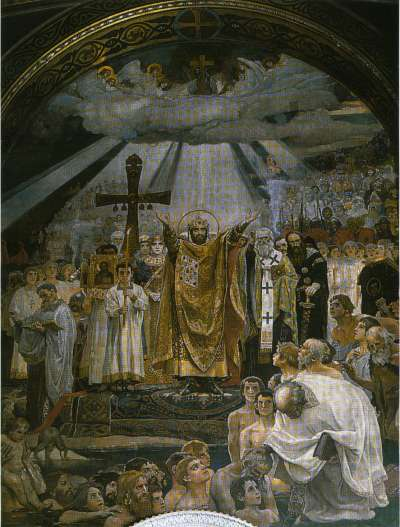
O Batismo dos quievanos
Afresco de Viktor Vasnetsov

Embora a cruz seja, atualmente, o símbolo mais comum do cristianismo, no século I ela não era particularmente associada com a religião, só assumindo um lugar de  como tal durante o século II,
 até o século III a cruz seria tão estreitamente associada ao cristianismo, que Tertuliano designou os cristãos como crucis religiosi, ou seja "devotos da Cruz." De acordo com a tradição cristã, a cruz é uma referência à crucificação de Jesus, e o crucifixo é a sua referência mais imediata. No entanto, devido à natureza altamente ambígua dos termos gregos utilizados na Bíblia para se referir à sua crucificação, já se levantou a hipótese de uma tradução mais específica do termo se referir à prática de execução onde o prisioneiro era amarrado a uma única estaca de madeira, em vez da cruz tradicionalmente retratada; a tradução comum na tradição cristã, pregado à cruz, poderia igualmente significar pregado a uma árvore e pregado a um poste de madeira, ambos métodos comuns de crucificação no Império Romano, onde o prisioneiro tinha suas mãos amarradas sobre sua cabeça, outras traduções possíveis para o termo incluem empalação, enforcamento e estrangulamento.
As cruzes, no entanto, foram também símbolos importantes de diversas religiões pré-cristãs, incluindo o hinduísmo, onde a suástica foi, originalmente, um dos principais símbolos sagrados, e o Antigo Egito, onde o ankh, figura com formato que lembra uma cruz, era tido como o símbolo da própria vida. As principais comunidades cristãs centraram-se em Alexandria e Roma, e pode ser provável que os cristãos alexandrinos tenham adotado o ankh, enquanto os cristãos que viviam em Roma adotaram a cruz de influências diversas, como as representações de Baco com sua cabeça coberta por cruzes. Aqueles que vêem Jesus como uma mera forma judaica da mitologia de Osíris e Dioniso consideram o uso do ankh como uma continuação óbvia, enquanto outros estudiosos consideram que a cruz teria sido adotado pelo cristianismo por seus próprios méritos, devido às suas conotações metafísicas.

Cristograma

O antecessor da cruz como principal símbolo cristão era o lábaro, um símbolo formado pela superposição das primeiras duas letras da palavra grega para Cristo, Χριστός - Χ (khi) e Ρ (ro), no alfabeto grego. O imperador Constantino é tido como o introdutor deste símbolo à Cristandade, porém o símbolo em si precede este personagem, e era utilizado também pela religião do Sol Invicto devido ao seu uso ainda anterior, como símbolo que representava boa fortuna, tendo sido até mesmo usado para representar Cronos, divindade grega do tempo, cujo nome forma o mesmo monograma que o epíteto utilizado pelos cristãos para se referir a Jesus.
A tradição cristã argumenta que Constantino escolheu o lábaro depois de ter uma visão antes da Batalha da Ponte Mílvia que o converteu ao cristianismo. Porém a sua conversão é contestada por muitos historiadores, já que ele continuou a usar o simbolismo claramente relacionado ao Sol Invicto e apresentar os mesmos títulos nas moedas emitidas pelo resto de sua vida, permaneceu pontífice máximo da religião romana e do mitraísmo e só veio a ser batizado em seu leito de morte e até isso é contestado — já que suas únicas testemunhas foram as mesmas pessoas que alegavam que Constantino já era cristão há muito tempo. A maioria dos historiadores seculares vê os motivos de Constantino para adotar o lábaro mais como políticos que sobrenaturais ou religiosos, e sua decisão como uma escolha consciente de fazer de seu estandarte um que pudesse ser interpretado como apoiando qualquer uma das duas principais religiões do Império Romano na época; Constantino teria visto unidade e conformismo como a maneira para conseguir a estabilidade política, e passou um bom tempo tentando diminuir as divisões (por exemplo, realizado o Primeiro Concílio de Niceia para resolver a questão do arianismo).
Antes do lábaro, o principal símbolo cristão, e o primeiro, tinha o formato de um peixe, e é conhecido hoje em dia por Ichthys, transliteração de ιχθύς - "peixe" em grego antigo, e também um acrônimo para a frase Iesou Christos Theou Yios Sotiras, isto é, "Jesus Cristo, Filho de Deus, Salvador". Existem diversas outras ligações com a tradição cristã relacionadas à escolha deste símbolo: seria também uma referência ao milagre da multiplicação dos pães e peixes, a muitos dos apóstolos terem sido pescadores, entre outras.

## Processo de cristianização

### Locais sagrados

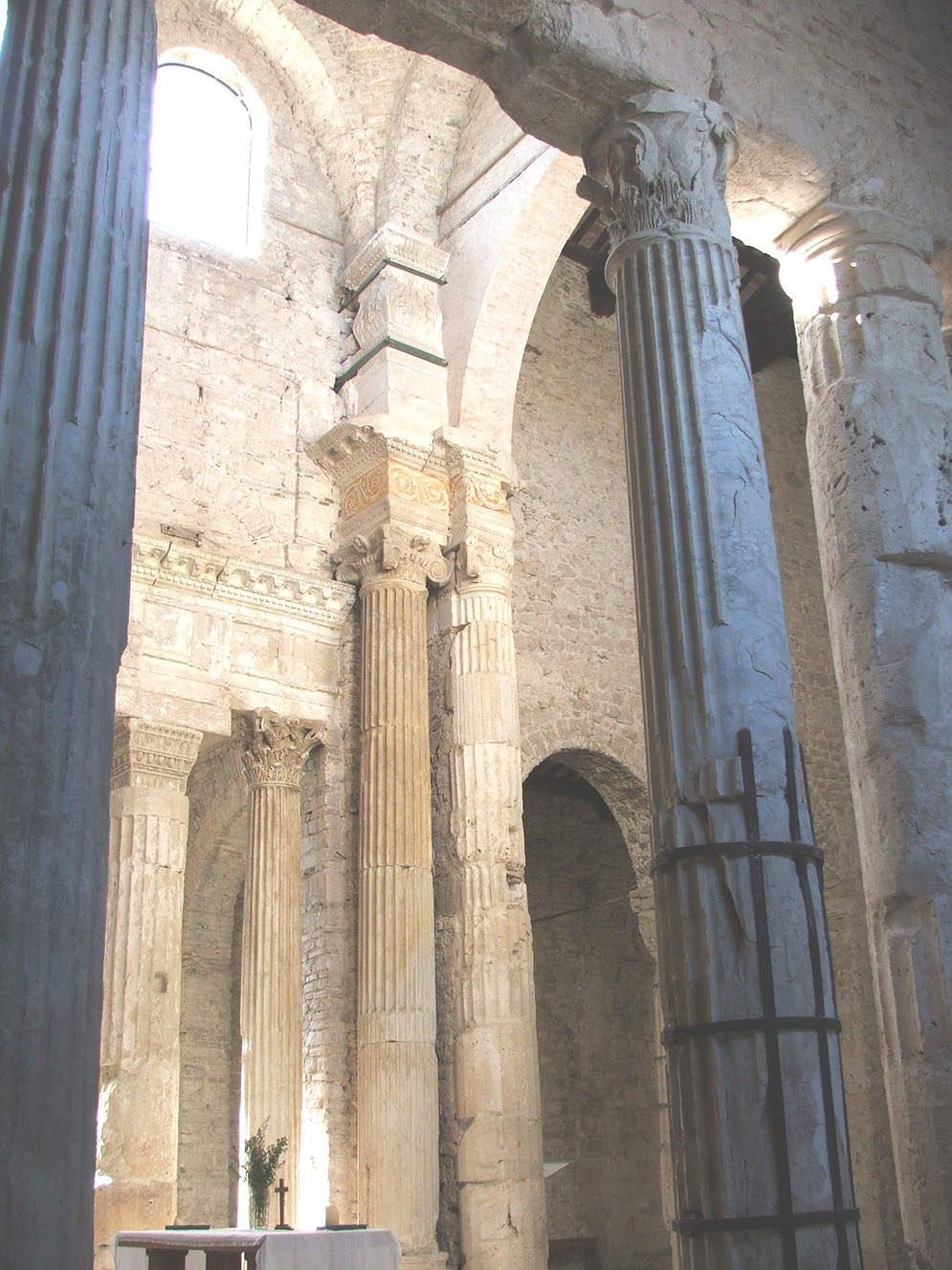
Cristianização física: o coro da Igreja de São Salvador, em Espoleto, ocupa a cela de um templo romano

Poucas igrejas cristãs construídas durante os primeiros quinhentos anos em que a Igreja Cristã esteve estabelecida não foram construídas sobre sítios anteriormente consagrados como templos pagãos ou mitreus; a igreja de Santa Maria sopra Minerva (literalmente "Santa Maria [construída] sobre Minerva"), em Roma, é um dos exemplos mais imediatos. Sulpício Severo, em sua Vita de Martinho de Tours, um contumaz destruidor de templos e árvores sagradas, afirmou que "onde quer que ele destruísse templos pagãos, ele costumava construir imediatamente igrejas ou mosteiros", e quando São Bento se apoderou do sítio de monte Cassino, sua primeira atitude foi quebrar a escultura de Apolo, e o altar que adornava aquelas alturas.
As ilhas Britânicas e outras áreas da Europa do Norte, anteriormente druídicas, possuem até hoje numerosos poços e fontes sagradas, que passaram a ser atribuídas a algum santo, quase sempre um santo local, pouco conhecido noutras regiões; em tempos antigos, muitos destes locais eram vistos como sítios guardados por forças sobrenaturais, como a Melusina, e muitos dos poços sagrados pré-cristãos parecem ter sobrevivido como batistérios Nem todos estes sítios sagrados anteriores ao cristianismo foram respeitados, no entanto; a maioria dos antigos bosques sagrados da Europa — como o grande Irminsul, cuja localização é desconhecida atualmente, mas que possivelmente localizava-se em Externsteine — foi destruída pelas forças de cristianização.
Durante a Reconquista e as Cruzadas, a cruz desempenhou mesma a função simbólica que uma bandeira ocupa nos dias de hoje. No Cerco de Lisboa, em 1147, quando um grupo de cristãos tomou a cidade, descreveu-se a reação popular ante a sua visão: "Que grande alegria e grande abundância houve de lágrimas devotas quando, para o louvor e a honra de Deus e da santíssima Virgem Maria, a cruz da salvação foi colocada sobre a mais alta torre, para ser vista por todos como um símbolo da submissão da cidade."

### Mitos e imaginário

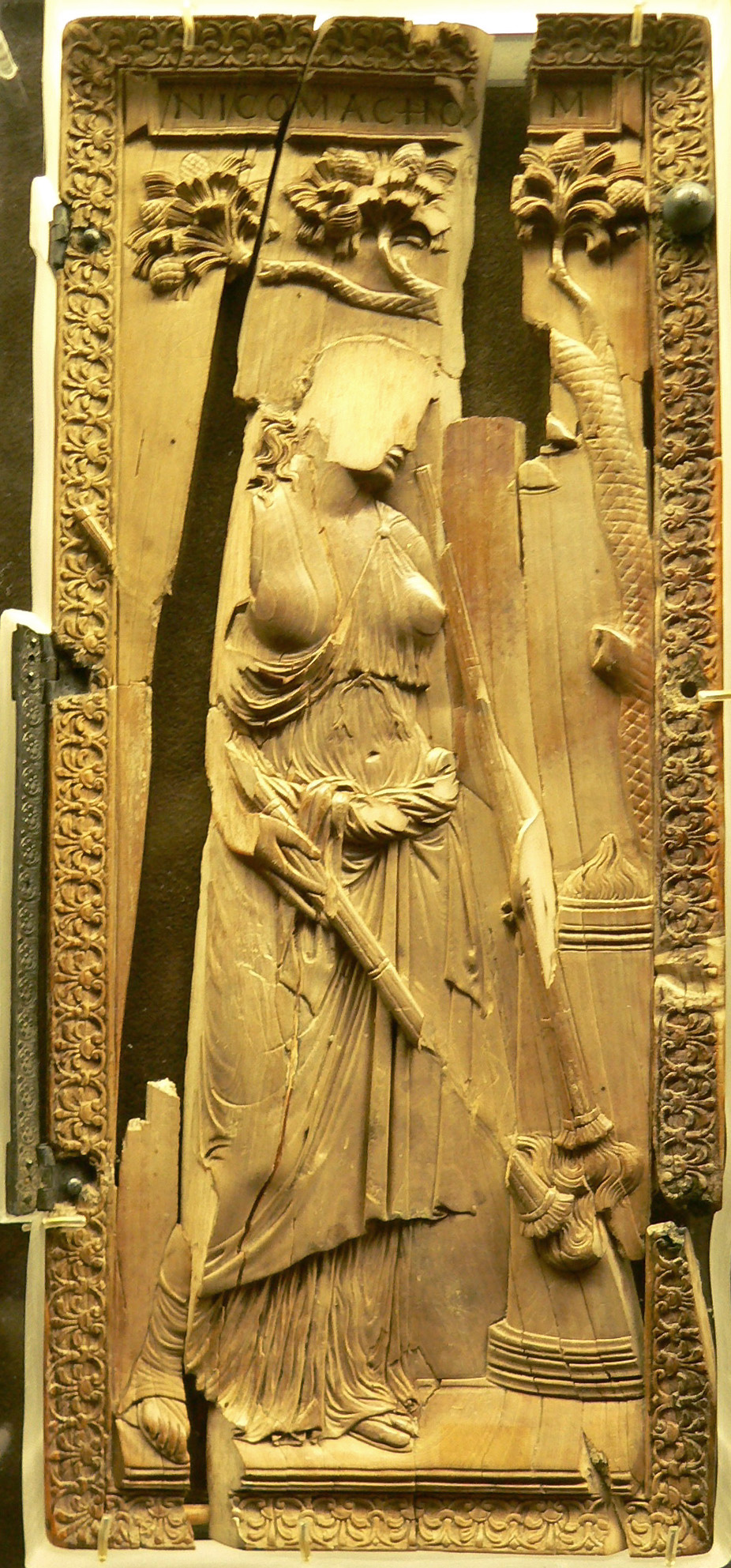
Díptico em marfim de uma sacerdotisa de Ceres, desfigurada e danificada por cristãos

A historicidade de diversos santos freqüentemente foi tratada com ceticismo pela maioria dos acadêmicos, seja porque existe pouca evidência histórica a seu respeito, ou devido às grandes semelhanças que muitos apresentam às deidades pré-cristãs. Em 1969, a Igreja Católica Romana descanonizou oficialmente alguns santos cristãos, rebaixou outros [carece de fontes?], e declarou a historicidade de outros como sendo dúbia. Embora altamente popular na Idade Média, muitos destes santos acabaram sendo esquecidos desde então, e seus nomes podem parecer pouco familiares hoje em dia. Um dos mais famosos é Santo Eustáquio, que foi extremamente popular durante tempos antigos, porém atualmente é visto pelos estudiosos como uma "quimera", composta por detalhes de diversos outros santos.
Muitas destas figuras que têm uma historicidade dúbia parecem se basear em figuras de mitologias e lendas pré-cristãs, como Santa Sara, por exemplo, também conhecida como Sarah-la-Kali, que seria uma cristianização de Kali, uma divindade hindu.
Outras figuras cristãs mais óbvias, como determinados bispos cujas existências são amplamente atestadas na literatura histórica, e até figuras centrais como Maria, o arcanjo Miguel e Satã sofreram interpolações posteriores às suas narrativas históricas. Além de escritos apócrifos, como o que narra a morte de Maria, existe toda a iconografia que originalmente se destinava a outros personagens, não-cristãos. A similaridade dos retratos cristãos de demônios com diversas das deidades pré-cristãs, e de figuras relacionadas, como os sátiros, levou diversos estudiosos a argumentar que a descrição estereotípica de Satã, e dos demônios em geral, foi fruto de uma demonização consciente de figuras até então benignas, de religiões "rivais".

### Calendário
Diversas festas cristãs ocupam determinados momentos do ano que eram anteriormente dedicados à celebrações e festivais pagãos. Alguns exemplos familiares são a Saturnália romana, que foi convertida em Natal, as festividades do Yule, no norte da Europa, o nome da deusa Eostre, que sobreviveu no nome inglês da Páscoa (Easter), a comemoração do meio do verão nas festas juninas, celebrando o aniversário de São João Baptista, e as comemorações da Lemurália e do Samhain celta foram combinadas e transferidas para a véspera do Dia de Todos-os-Santos, ou seja, Dia das Bruxas.
Os cristãos que ocupavam cargos de autoridade desaprovavam as desordens e tumultos dos festivais pré-cristãos; sobre o Yule, o amigo e biógrafo de Santo Elígio registrou que o bispo, chamado de "Apóstolo dos Frísios", recomendava ao seu rebanho: "[Não] façam vpetulas (pequenas figuras representando velhinhas), pequenos cervos ou iotticos, deixar mesas prontas durante a noite (para o elfo do lar), trocar presentes de Ano Novo ou fornecer bebidas supérfluas." No entanto, diversas atividades pré-cristãs se provaram difíceis de serem suprimidas, e numerosos editos foram proclamados, instruindo os missionários a tentar absorver as tradições anteriores ao cristianismo, para distrai-las de seus deuses pré-cristãos; o Dia dos Fiéis Defuntos, por exemplo, foi aceito por Odilo (morto em 1048) nos mosteiros cluníacos, e a sua observância se espalhou por todo o norte céltico, até ser introduzido à Itália e de lá se espalhar por boa parte da cristandade.

### Rituais
A ligação óbvia entre com rituais judaicos de práticas cristãs como a eucaristia e o batismo é muitas vezes citada como proposital. A tradição cristã situa o uso cristão destas atividades como tendo se originado durante a vida de Jesus, como é atestado pelas narrativas bíblicas (por exemplo, o batismo de Jesus, referindo-se, obviamente, ao batismo, e a Última Ceia, à eucaristia), e estes incidentes seriam exemplos dos rituais judaicos (o batismo como banho ritual, e a Última Ceia como Sêder de Pessach). No entanto, estas práticas também estavam presentes em diversas outras religiões antigas, um fato que deixou diversos dos chamados Pais da Igreja desconfortáveis. Tão similares eram estas práticas nos cultos "rivais", como o mitraísmo, e ocorriam de maneira tão óbvia antes da existência do cristianismo, e sem qualquer conexão com o judaísmo, que importantes pensadores cristãos como Tertuliano e Justino argumentaram que o próprio Satã teria dado estes rituais às outras religiões, como uma espécie de deboche profético. De acordo com muitos estudiosos seculares, o fato de que até mesmo estes primeiros intelectuais do cristianismo admitiram que outras religiões se utilizavam destes rituais, e antes mesmo dos cristãos, pode até mesmo sugerir que o cristianismo os teria adotado destas fontes, e as narrativas bíblicas invetadas posteriormente para justificar este uso. No entanto, também pode ser argumentado que a narrativa bíblica se refere às práticas da maneira em que eram conhecidas no judaísmo, enquanto as formas utilizadas tradicionalmente pelo cristianismo foram tiradas de outras fontes religiosas.

## História

### Cristandade Antiga (pré-niceno)
O Concílio de Jerusalém, de acordo com o livro bíblico dos Atos dos Apóstolos, determinou que a circuncisão não seria exigida dos convertidos gentios, apenas que "se abstenham das contaminações dos ídolos, da prostituição, do que é sufocado e do sangue", estabelecendo o cristianismo recém-nascido como uma alternativa atraente ao judaísmo helenístico para possíveis prosélitos. Os Doze Apóstolos e os Padres Apostólicos iniciaram o processo de integração da seita originalmente judaica (banida como religio illicita desde a década de 1980) em religião helenística (cristianismo e neoplatonismo), um processo que culminou somente no fim da Antiguidade Clássica, com Pseudo-Dionísio, o Areopagita.
As igrejas armênia e etíope são os únicos exemplos de imposição do cristianismo por líderes soberanos anteriormente ao Primeiro Concílio de Niceia. A conversão inicial do Império Romano ocorreu principalmente nas áreas urbanas da Europa, enquanto as primeiras conversões ocorreram principalmente entre a população judaica. Conversões posteriores aconteceram entre as populações de gregos, romanos e celtas, ao longo dos séculos, novamente com mais frequência entre a população urbana destes povos, e somente mais tarde, por vezes séculos depois, entre a população rural. O termo pagão vem do latim, paganus, e significava originalmente um aldeão. A raiz da palavra está presente até hoje nos idiomas latinos, em termos como "país" e "paisano".
Conseqüentemente, enquanto as primeiras conversões ocorreram entre as populações judaicas, o desenvolvimento da Igreja Ortodoxa como um aspecto da sociedade ocorreu através da cooptação da Religião de Estado ao ethos do cristianismo, e somente assim acabou sendo absorvido pela grande população rural.

### Antiguidade Tardia (séculos IV-VI)
O historiador da Universidade Yale, Ramsay MacMullen, ao abordar a cristianização do Império Romano, dividiu seu livro em duas seções: antes e depois do ano de 312, que marcou a momentosa conversão do imperador Constantino. O imperador pôs um fim à perseguição de cristãos (e a outras religiões) com o Édito de Milão, fazendo com que a religião pagã imperial da Roma Antiga não mais fosse a única religião aceitável pelo Estado romano. Se o próprio Constantino propunha aquilo que se seguiu, ainda é contestado; porém sob seus sucessores a cristianização da sociedade romana avançou, ainda que de maneira irregular.
Os filhos de Constantino, por exemplo, baniram os sacrifícios religiosos pagãos estatais em 341, porém não fecharam os templos. Embora todos os templos pertencentes ao Estado tenham sido fechados por decreto em 356, existem evidências de que os sacrifícios tradicionais continuaram. No reinado do imperador Juliano, os templos foram reabertos e os sacrifícios religiosos estatais legalizados mais uma vez. Quando Graciano declinou do cargo e do título de pontífice máximo, seu ato efetivamente colocou um ponto final na religião de Estado, devido à autoridade do cargo e seus laços dentro da administração imperial. No entanto, mais uma vez, este processo terminou com as práticas oficiais do Estado, porém não com as práticas privadas; conseqüentemente, os templos continuaram abertos até que o imperador Teodósio tornasse ilegal a expressão pública dos antigos cultos, colocando decididamente um fim a uma era de tolerância religiosa.
Depois que o mesmo Teodósio declarou Roma um império cristão, em 380, diversas leis foram promulgadas contra as práticas pagãs, ao longo dos anos que se seguiram. Muitos dos antigos templos pagãos foram violados, saqueados e destruídos, ou convertidos em locais de culto cristãos. A cristianização, que costuma ser atribuída a Constantino, tornou-se posteriormente um processo mais coeso, sob Teodósio.
A cristianização inicial dos diversos povos germânicos foi realizada por diversas maneiras, e facilitada em parte pelo prestígio do Império Romano cristão entre os pagãos da Europa. A ascensão rápida do cristianismo germânico deveu-se, portanto, principalmente à conversão voluntária feita em menor escala.
No século IV, algumas tribos germânicas orientais, notadamente os godos, adotaram o arianismo (ver cristandade gótica. A partir do século VI, tribos germânicas foram convertidas (e reconvertidas) por missionários da Igreja Católica Romana; outras, como os lombardos, adotaram a religião quando entraram na península Itálica — também no século VI.
Ao contrário da história do cristianismo do Império Romano, a conversão das tribos germânicas ocorreu "de cima para baixo", no sentido de que os missionários tinham como alvo primordial converter a nobreza germânica, que então impunha sua nova fé sobre o resto da população. Os francos foram convertidos no século V, depois da conversão de Clóvis ao catolicismo. Por volta do ano de 498 ele se deixou batizar em Reims. Apesar de, a esta altura, o cristianismo já ter estado presente na Gália por trezentos anos, com este ato o Reino Franco tornou-se oficialmente cristão — embora ainda fosse demorar até o século VII para que a população abandonasse muitos de seus costumes pagãos. Esta característica foi típica do processo de cristianização da Europa; práticas pagãs e cristãs existiram efetivamente de maneira paralela.

### Idade Média (séculos VII-XV)
Durante a Idade Média a evangelização promovida pela Igreja Católica foi um processo muito lento e progressivo, e na maioria das vezes não obteve os resultados almejados, porque as populações convertidas retornavam ao paganismo com muita facilidade, pois não havia como essas pessoas a adotar uma religião e uma moral que muitas vezes lhes pareciam destituídas de sentido em relação a seus costumes tradicionais. Havia até resistências que muitas vezes culminaram em guerras civis entre cristãos e praticantes de crenças tradicionais denominadas pagãs pelos cristãos. Assim, a cristianização das populações camponesas e dos povos bárbaros permanecia superficial e insuficiente. Os europeus oscilavam bastante entre cristianismo e paganismo até os séculos XIV e XV. A palavra pagão vem do latim paganus que traduzindo significa camponês.

#### Inglaterra anglo-saxã
Durante o reinado de Etelberto de Kent o papa Gregório I decidiu reconquistar a ilha para a cristandade. Entre os séculos VI e X, a missão católica e a missão hiberno-escocesa cristianizaram a Inglaterra, trabalhando de maneira quase que independente.

#### Irlanda
Tradicionalmente, atribui-se a cristianização da Irlanda ao missionário inglês São Patrício.
A este fenômeno relacionam-se uma série de lendas e milagres realizados pelo santo entre os celtas irlandeses.
Atribui-se, inclusive, a adoção do trevo como símbolo nacional irlandês às pregações de São Patrício, que usaria a planta para explicar a doutrina da Santíssima Trindade.

#### Império Franco
Os povos germânicos passaram por uma cristianização gradual no decorrer da Alta Idade Média, o que resultou numa forma única da religião, conhecida como cristianismo germânico, em certos casos. As tribos ocidentais e orientais foram as primeiras a se converter, através de diversas maneiras. Somente no século XII, no entanto, as tribos germânicas do norte foram cristianizadas.

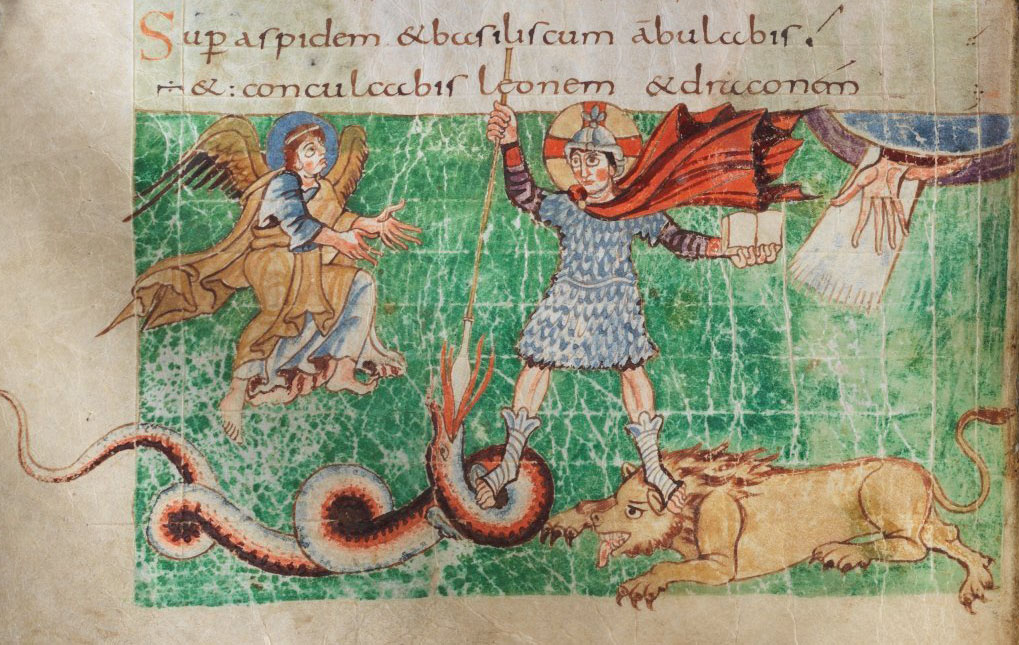
Representação de Jesus como um guerreiro heroico, do século X
Saltério de Estugarda, fol. 23

Na tradição politeísta germânica era até mesmo possível venerar Jesus ao lado de deuses nativos, como Odim e Tor. Antes de uma guerra, o líder militar pagão poderia rezar para Jesus pela vitória, em vez de Odin, se esperasse mais auxílio do Deus cristão. Clóvis fez isso antes de uma batalha contra um dos reis dos alamanos, e atribuiu sua vitória a Jesus. Tais pensamentos utilitários foram base para a maior parte das conversões neste período. A cristianização dos francos serviu como fundação para a cristianização posterior dos outros povos germânicos.
O principal impulso, no entanto, veio das extremidades da Europa. Embora a Irlanda nunca tenha feito parte do Império Romano, o cristianismo chegou lá e se desenvolveu, evoluindo de maneira independente até se tornar o chamado cristianismo céltico. Os monges daquela ilha desenvolveram o conceito de peregrinatio, que significava, essencialmente, que um monge deveria abandonar seu mosteiro e seu país cristão para fazer prosélitos entre os pagãos, como uma forma de punição por seus pecados. A partir do ano 595, missionários irlandeses estavam em atividade na Gália, Escócia, País de Gales e Inglaterra.
No continente europeu, os saxões e demais povos germânicos ocidentais foram convertidos pela força. No decorrer das Guerras Saxãs, Carlos Magno destruiu o Irminsul, a coluna sagrada pagão, em 772, e segundo alguns relatos teria, dez anos depois, ordenado a decapitação de 4 500 nobres saxões que foram pegos praticando seu paganismo nativo, em vez de serem batizados, no chamado Massacre de Verden.

#### Bulgária
Após o seu estabelecimento, sob o cã Crum, o novo Império da Bulgária se encontrou entre o Reino dos Francos Orientais e o Império Bizantino. A cristianização dos búlgaros ocorreu no século IX, sob Bóris I e foi fundada a Igreja Ortodoxa Búlgara.

#### Polônia

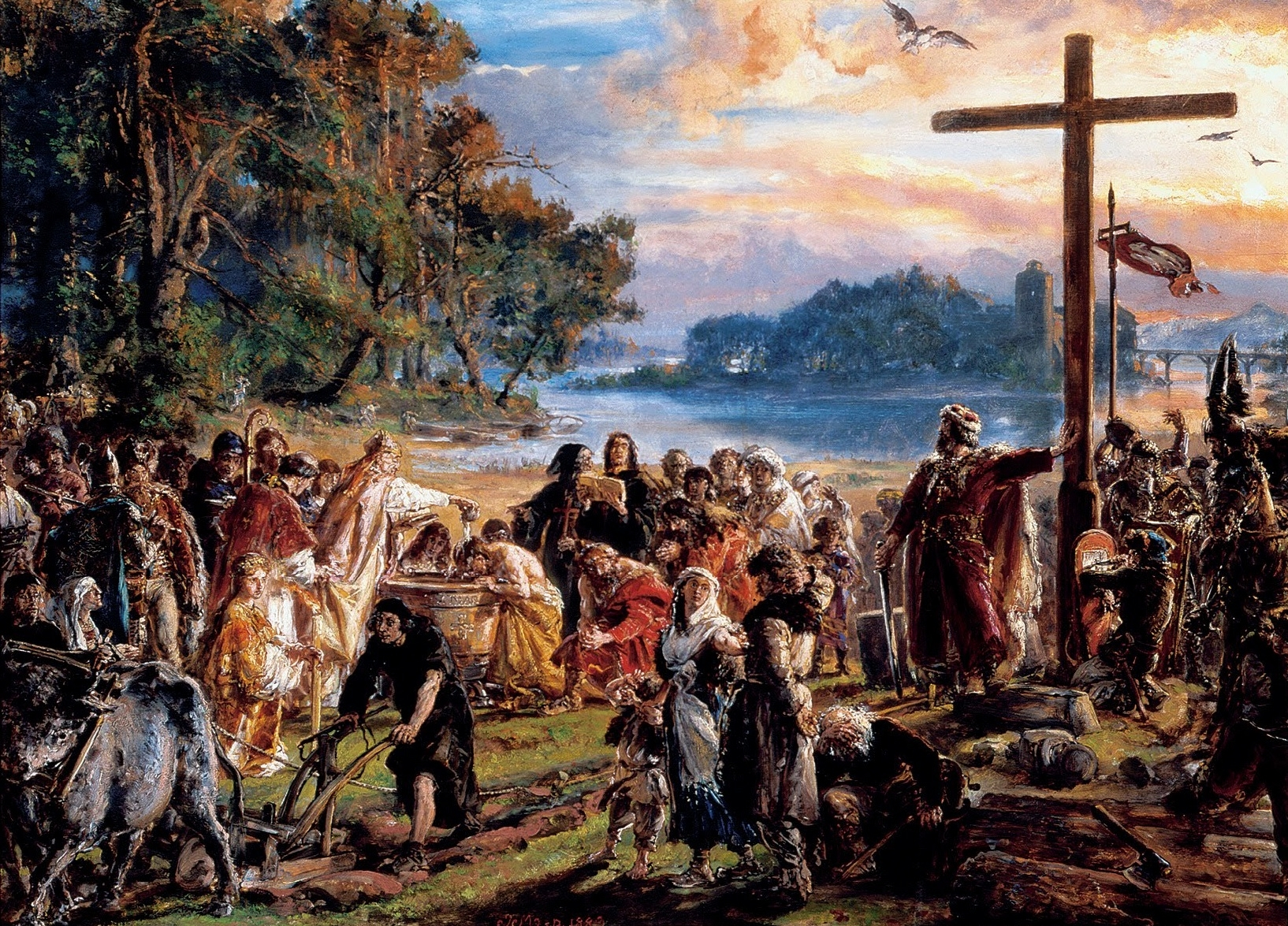
Batismo da Polônia
Por Jan Matejko, 1888–89, Muzeum Narodowe, Varsóvia

O chamado "Batismo da Polônia" (em polonês/polaco:  Chrzest Polski), em 966, se refere ao batismo de Miecislau I, o primeiro soberano de um Estado polonês unificado. A seu batismo seguiu-se a construção de igrejas e o estabelecimento de uma hierarquia eclesiástica. Miecislau viu o batismo como uma maneira de se fortalecer no poder, já que contaria com o apoio ativo dos bispos, bem como uma força unificadora para o povo polonês. A escolha de Miecislau se revelou altamente bem-sucedida; no século XIII o catolicismo romano já havia se tornado a religião dominante na Polônia.

#### Hungria
Na Idade Média, o Reino da Hungria (de maior território que a atual Hungria) foi cristianizado entre 970 e 1038.

#### Rússia de Quieve
Entre os séculos VIII e XIII, a área que atualmente é ocupada pela Bielorrússia, Rússia e Ucrânia foi colonizada pelos russos de Quieve. Uma tentativa de cristianizá-los já havia sido feita no século IX, com a cristianização da Grão-Canato. Os esforços finalmente obtiveram sucesso no século X quando, por volta de 980, o rei Vladimir, o Grande, foi batizando em Quersoneso.

#### Escandinávia

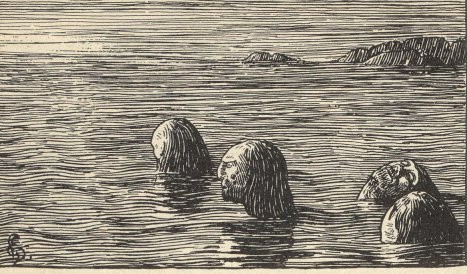
De acordo com o Heimskringla, durante a cristianização da Noruega, o rei Olaf Trygvasson amarrou os völvas (xamãs) do sexo masculino, e abandonou-os num rochedo, para serem submersos pela maré alta.
Gravura de Halfdan Egedius, 1877-1899

Por cristianização da Escandinávia entende-se o processo de conversão ao cristianismo dos povos escandinavos, que se iniciou no século VIII, com a chegada de missionários na Dinamarca, e que estava completo — pelo menos nominalmente — no século XII, embora os lapões tenham permanecido inconversos até o século XVIII.
Na realidade, embora os escandinavos tenham se tornado cristãos, ainda que apenas nominalmente, de maneira relativamente rápida, seria necessário um tempo maior para que as crenças cristãs se estabelecessem entre as pessoas. As antigas tradições indígenas que lhes forneciam segurança e estrutura desde tempos imemoriais foram questionadas por ideias que não lhes eram familiares, como o pecado original, a Imaculada Conceição e a Santíssima Trindade, entre outras. Escavações arqueológicas de sítios funerários na ilha de Lovön, próxima à atual Estocolmo, mostraram que a cristianização de fato do povo local foi muito lenta, e levou pelo menos de 150 a duzentos anos — e este era um povoado localizado centralmente no Reino da Suécia. Runas do século XIII da cidade de Bergen, na Noruega, centro comercial de importância, mostram poucas influências cristãs, e uma delas parece até mesmo conter um apelo a uma valquíria. Foi durante este período que os conhecimentos atuais da mitologia nórdica foi preservado, em fontes como os Eddas, na Islândia.

#### Báltico
As Cruzadas do Norte ou Cruzadas Bálticas foram cruzadas empreendidas pelos reis católicos da Dinamarca e da Suécia, pelas ordens militares Livônia e Teutônica, e seus aliados, contra os povos pagãos do Norte da Europa, especialmente nas regiões litorâneas a sul e leste do mar Báltico. Campanhas suecas e alemãs contra cristãos ortodoxos russos também são consideradas como parte das Cruzadas do Norte. Algumas destas guerras foram denominadas 'cruzadas' já durante a Idade Média, porém outras, incluindo a maioria das cruzadas suecas, foram chamadas de cruzadas apenas pelos historiadores nacionalistas românticos do século XIX.
A Lituânia e a Samogícia foram cristianizados apenas no período que foi de 1386 a 1417, por iniciativa do Grão-Duque da Lituânia, Jogaila, e seu primo Vytautas.

#### Reconquista
Entre 711 e 718 a Península Ibérica foi conquistada por muçulmanos, durante a conquista omíada da Hispânia; entre 722 (ver batalha de Covadonga) e 1492 (ver conquista de Granada) os reinos cristãos que posteriormente se tornariam Espanha e Portugal a reconquistaram dos estados mouros de Al-Andalus.
A notórias inquisições espanhola e portuguesa não foram instauradas até 1478 e 1536, quando a Reconquista já havia sido (em sua maior parte) completada.

### Período colonial (séculos XVI-XIX)
A expansão dos impérios católicos de Portugal e Espanha, e o papel significante desempenhado pela Igreja Católica, levaram à cristianização das populações indígenas das Américas, como os astecas e os incas.
Ondas posteriores de expansão colonial, como a Partilha da África, ou a disputa pela Índia colonial, realizadas por holandeses, ingleses, franceses, alemães e russos levaram à cristianização de outras populações nativas ao redor do globo, como os povos ameríndios, os povos do Sudeste Asiático, indianos e africanos — o que fez esta expansão do cristianismo eclipsar aquela que ocorreu durante o período romano, e tornando-o uma religião verdadeiramente global.